# 江含章
江含章（1916年—2008年），男，江西南丰人，中华人民共和国军事人物，中国人民解放军少将，曾任武汉军区副参谋长。